# 堀木エリ子
堀木 エリ子（ほりき えりこ、1962年 - ）は京都府出身の和紙デザイナー。

## 来歴
京都生まれ。高校卒業後、1980年住友銀行入行。1984年、株式会社紙屋院に事務・経理として入社。同社の閉鎖後、1987年SHIMUS設立。2000年（株）堀木エリ子＆アソシエイツ設立。
「建築空間に生きる和紙造形の創造」をテーマに、2700×2100mmを基本サイズとしたオリジナル和紙を制作。和紙インテリアアートの企画・制作から施工までを手掛ける。

## 代表作品
- 1995年　　香港ペニンシュラホテル「今佐」レストラン
- 1998年　　成田国際空港第一ターミナル　北棟到着ロビー
- 2000年　　万博公園「迎賓館」
- 2002年　　上野原縄文の森展示館
- 2005年　　そごう心斎橋本店
- 2007年　　東京ミッドタウン
- 2007年　　ザ・ペニンシュラ東京　ザ・ペニンシュラスパ by ESPA
- 2008年　　在日フランス大使館　大使公邸
- 2009年　　成田空港高速鉄道線　成田空港駅・空港第2ビル駅
- 2010年　　パシフィコ横浜
- 2010年　　上七軒歌舞練場
- 2011年　　シーボン.パビリオン　フォーラム
- 2011年　　太閤園　オーキッドテラス
- 2012年　　genten　フィレンツェ店

## 作品展、舞台美術
- 1999年　　ヨーヨー・マ　シルクロードプロジェクト　舞台美術
- 2000年　　ハノーバー博覧会日本館ランタンカー蛍　和紙制作
- 2004年　　和紙と光のアート展～堀木エリ子の世界
- 2005年　　ラファエル・アマルゴ舞踏団「ドンキホーテ」舞台美術
- 2007年　　堀木エリ子展～二枚の和紙による空間
- 2008年　　堀木エリ子の世界展～和紙から生まれる祈り
- 2010年　　上海国際博覧会日本産業館
- 2011年　　名家の逸品～母から娘へ～　会場構成
- 2012年　　堀木エリ子展～和紙から生まれる祈り

## 著書
- 「和紙の光景 - 堀木エリ子とSHIMUSのインテリアワークス」日経BP社
- 「ERIKO HORIKI-Washi in Architecture-」スペイン、トリアングラ・ポスタル社
- 「和紙のある空間-堀木エリ子作品集」株式会社エー・アンド・ユー

## メディア出演
- SWITCHインタビュー 達人達「尾上菊之丞×堀木エリ子」（2021年9月25日、NHK Eテレ）[1]